# Ate (мини-альбом)
Ate (читается как «Эйт») — девятый мини-альбом (14-й в сумме) южнокорейского бой-бэнда Stray Kids на корейском и английском языках, выпущенный 19 июля 2024 года лейблами JYP Entertainment и Republic Records. Ate является преемником восьмого мини-альбома Rock-Star (2023), релиз которого состоялся восемь месяцев назад перед выпуска первого. Описывается группой как «определённо нечто новое» для неё. В записи альбома участвовали Пан Чхан, Чханбин и Хан при соавторстве Версачхоя, Дэллас-Кея, Restart, Чхэ Ганхэ. В числе соавторов также были Нейтан Каннингем и Марк Сибли, участники дуэта Space Primates.
Ведущим синглом альбома является «Chk Chk Boom», чей музыкальный видеоклип был снят при участии актёров Райана Рейнольдса и Хью Джекмана. Для продвижения альбома Stray Kids приняли участие в нескольких телевизионных и веб-шоу и организовали свой третий мировой концертный тур «Dominate World Tour», стартовавший в августе 2024 года.
Мини-альбом имел коммерческий успех, возглавив чарты Республики Корея, Австрии, Бельгии, Франции, Венгрии, Польши, Португалии и США. Ate разошёлся тиражом в три миллиона копий и был сертифицирован как двухмиллионный Корейской ассоциацией музыкального контента (KMCA) и как золотой Американской ассоциацией звукозаписывающих компаний (RIAA) и Французским национальным синдикатом звукозаписи (SNEP). Международная федерация производителей фонограмм (IFPI) признала Ate десятым самым продаваемым альбомом в мире 2024 года.

## Предыстория
Stray Kids начали работу над своим новым мини-альбомом, получившим название Ate, в октябре 2023 года, за месяц до выхода их предыдущего мини-альбома Rock-Star. Группа опубликовала видео под названием «Step Out 2024» в своих социальных сетях 1 января 2024 года, в котором рассказала о своих достижениях за 2023 год и планах на следующий год, включая «один альбом и один специальный альбом». На основании информации от изданий Ilgan Sports и Hana Securities, ожидалось, что новый альбом группы выйдет в середине 2024 года, с уточнением, что его выпуск планируется на июнь. В то же время аналитик Hyundai Motor Securities предположил, что альбом может выйти в июне или июле.
9 мая, за день до выхода сингла «Lose My Breath», издание StarNews сообщил, что Stray Kids планируют выпустить новый мини-альбом на корейском языке 19 июля. Вскоре после этого лейбл JYP Entertainment заявил, что не может подтвердить дату и анонсирует её позднее. В мае участники группы Хан и Ай Эн были замечены в Нью-Йоркском квартале Сохо во время съемок музыкального видеоклипа. В статье, опубликованной W Korea в начале июня, также упоминалась дата 19 июля как дата выхода предстоящего альбома.
18 июня Stray Kids представили 56-й эпизод своего веб-шоу «SKZ-Code», получившего название «Bedtime Bingo Hell #2». Эпизод включал четыре не пропускаемых пародийных рекламы вымышленного бренда печений с предсказаниями под названием Ate, в каждой из которых участники спрашивали: «Кто съел удачу?». На следующий день лейбл JYP Entertainment анонсировал выход мини-альбома Ate с планируемой датой релиза 19 июля. Анонс сопровождался трейлером, начинавший с версии рекламы участника Феликса. Камера перемещалась от рекламы к реальности и показывала группу, открывающую печенье с предсказанием с фразой «вашей удачи больше нет». Далее участники сталкивались с серией неудачных событий, заставляющим их блуждать в поисках новых печений с предсказаниями, чтобы вернуть былую удачу. В видео также было подтверждено, что ведущий сингл носит название «Chk Chk Boom». Название мини-альбома является игрой слов, совмещающей прошедшую форму английского глагола «ate» (с англ. — «съел») с сетевым жаргоном, обозначающим «справиться на отлично», и количеством участников бой-бэнда Stray Kids — «восемь».

## Музыка и тексты песен
Перед релизом Stray Kids описали мини-альбом Ate как «определённо» что-то, чего они не делали раньше, с множеством «вызовов» и «первых шагов», но при этом очень «искреннее и подлинное», и они также считают, что поклонники не ожидают такого музыкального стиля. На пресс-конференции участник бой-бэнда Хан объяснил, что мини-альбом «передаёт сдержанную и скрытую энергию, оставаясь при этом увлекательным», а также «расширил жанры би-сайдов для разнообразия альбома», по сравнению с предыдущими записями, имевшие более «взрывную и буйную энергию».

### Песни

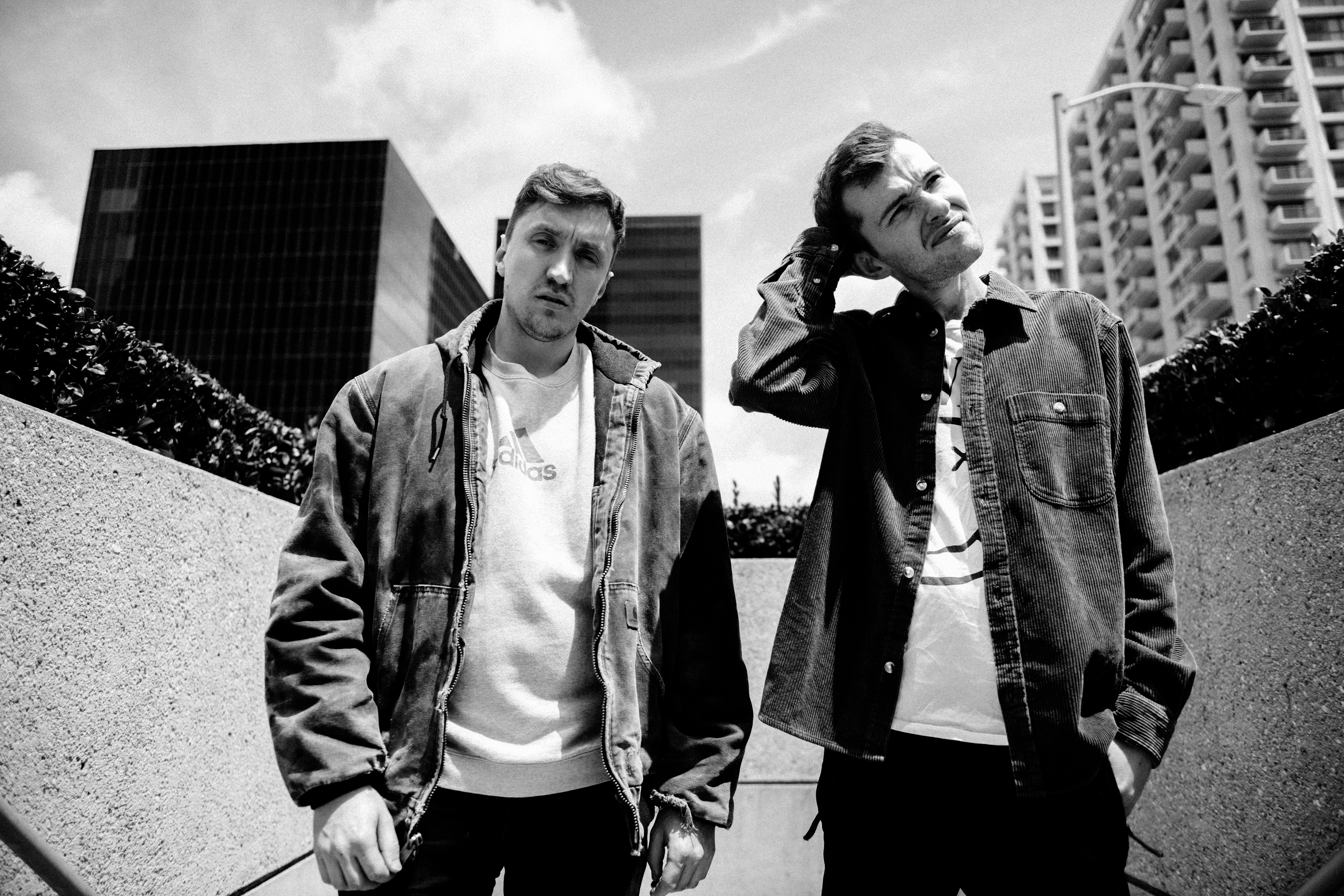
Нейтан Каннингем и Марк Сибли из Space Primates написали и спродюсировали сингл «I Like It».

Ate начинается синглом «Mountains», в котором саморефлексивные тексты отражают внутреннюю борьбу и преодоление препятствий, сравниваемые с восхождением на вершину горы. Это напоминает о таких синглах, как «Victory Song» из мини-альбома Clé 1: Miroh и «Hall of Fame» из студийного альбома 5-Star. «Chk Chk Boom», представляющий собой сингл в стиле латиноамериканского хип-хопа и реггетона, обсуждает «уверенность в том, чтобы целиться в желаемую цель более точно, чем кто-либо другой». В дополнение к влиянию латинамериканской музыки, в песне содержатся испанские слова и акценты наряду с корейскими и английскими текстами.
«Jjam» описывается как характерный хип-хоп сингл группы, показывающий веселье и радость Stray Kids. В нём используется образ бутерброда с арахисовым маслом и джемом, а также корейский сленг «no jam» (кор. 노잼), что означает «не весело». Ещё один хип-хоп сингл с трэп- и психоделик-влияниями, «I Like It», посвящён желанию сохранить и наслаждаться ощущением мимолетных отношений без давления любви, в том числе ситуации, когда отношения не требуют серьёзности. Полностью англоязычный сингл «Runners» представляет собой киберпанковский дрилл и драм-н-бейс композицию с темами настойчивости и уверенности в стремлении к мечтам, охватывающим как силу, так и трудности. Песня «Twilight», смесь джаза и босановы с доминированием фортепиано, представляет «другую сторону» участников Stray Kids, иллюстрируя сожаления об утрате любимого человека и тоску за ним в монологическом стиле.
Сингл под названием «Stray Kids» был создан на основе имени группы и является драм-н-бейс песней, рассказывающей о музыкальной истории группы за последние семь лет, демонстрируя их самооценку, гордость и амбиции. В нём упоминаются многочисленные предыдущие песни группы, такие как «Hellevator», «Miroh», «Blueprint», «Haven», «Lonely St.» и другие. Мини-альбом завершается фестивальной версией «Chk Chk Boom», переработанная для её ускорения и включения элементов EDM.

## Выпуск и продвижение
Ate был выпущен 19 июля 2024 года. Предварительные заказы на мини-альбом начались 19 июня и были доступны в пяти версиях: Ate, Chk Chk, Boom, Accordion и Letter, а также имели возможность предварительного сохранения. После объявления о выходе альбома группа представила трёхмерный анимированный промо-график в виде торгового автомата 20 июня, а на следующий день была опубликована обложка и список композиций в виде флаера, изображающего металлическую зубную модель с грилями в форме участников Stray Kids. Индивидуальные, дуэтные и групповые тизерные изображения были опубликованы в четырёх сериях. Первая серия изображений иллюстрирует участников, находящихся в чёрной, белой и джинсовой одежде, вовлечённых в различные активности и обладающих «диким и свободным» стилем, а также «модным и шикарным» внешним видом. Вторая серия изображает участников, позирующих на фоне своих портретов, с использованием тростей, металлических аксессуаров и мечтательных красных огней в качестве реквизита. Третья серия показывает участников у истощенного бассейна, замененного песком и кактусами. Четвёртая серия раскрывает «модный» стиль участников с зубными украшениями, нейл-артом и яркими аксессуарами на фоне больших структур стальных клыков.
Две композиции из Ate — «Mountains» и «Stray Kids» — были представлены в рамках видеосерии «Unveil: Track». Они были включены в видеомонтаж, посвященный мини-альбому, демонстрирующий визуальные образы участников Stray Kids на фоне CD-фабрики. За день до выхода альбома группа представила его через видео под названием Intro: Ate. Были загружены четыре музыкальных видеоклипов на композиций из Ate. Ведущий сингл «Chk Chk Boom» выпущен одновременно с выходом мини-альбома и продемонстрировал участие канадско-американского актёра Райана Рейнольдса и австралийского актёра Хью Джекмана, одетых в костюмы Дэдпула и Росомахи соответственно. Следующими релизами стали «Mountains» и «Stray Kids», приуроченные к шестой годовщине объявлению официального названия фэндома, известного как «Stay». Сингл «Jjam», вдохновлённый фильмом «Охотники за привидениями» 1984 года, был выпущен 7 августа. Для продвижения мини-альбома Ate участники группы принимали участие в различных телевизионных и интернет-шоу, включая «The King of Mask Singer», «LeeMujin Service», «Radio Star», «Amazing Saturday», «MMTG», «Heat Eaters», «Knowing Bros» и другие. Участники Пан Чхан и Феликс вели собственное радио-шоу под названием «All About Stray Kids Radio» на платформе Apple Music в течение четырёх эпизодов с 16 по 30 июля. Группа также открыла поп-ап магазин с 20 июля по 1 августа в районе Импти в Сеуле.
Stray Kids исполнили синглы «Chk Chk Boom» и «Jjam» в нескольких музыкальных программах, таких как «Music Bank», «Show! Music Core», «2024 SBS Gayo Daejeon Summer», «M Countdown» и «Inkigayo». Для продвижения мини-альбома Ate группа организовала свой третий мировой концертный тур под названием «Dominate World Tour», стартовавший 24 августа в Олимпийской гимнастической арене в Сеуле и охватывает различные страны Азии, Австралии, Латинской Америки, Северной Америки и Европы. Кроме того, участники коллектива стали хедлайнерами трёх зарубежных музыкальных фестивалей: I-Days в итальянском Милане; BST Hyde Park в Лондоне в июле; и Lollapalooza в Чикаго в августе. Дополнительно, участники появились на обложках и дали интервью для майского номера издания AtStar1, шестого выпуска W Korea за 2024 год, в который вошла одна общая обложка и шестнадцать одиночных обложек, по две на каждого участника. В октябрьско-ноябрьском номере Rolling Stone UK 2024 года Stray Kids стали первой K-pop группой, появившейся на обложке данного издания.

## Критическое восприятие
| Оценки критиков | Оценки критиков |
| Источник        | Оценка          |
| --------------- | --------------- |
| AllMusic        | [ 23 ]          |
| IZM             | [ 69 ]          |

Чон Ки Ёп из IZM поставил Ate на два с половиной звёзд из пяти, отметив, что «смысл и цель каждой песни ясны, но это не очарование, ведущее за собой прослушивание. Если рассматривать его отдельно, как сингл, то он может быть отличным. Однако грамматика одной песни и одного альбома — разные вещи». Чон подытожил мини-альбом так: «Вкус фирменного меню превосходен, но гарниры не дотягивают до уровня. Основные песни, которые будут определять атмосферу будущих концертов, превосходны, но трудно ожидать большего притяжения, чем это». Дэвид Кроун из AllMusic описал, что Ate «ведёт переговоры между оригинальным звучанием группы и […] звуковой спешкой, пересыпанной ссылками на всю их карьеру». Журнал Billboard поставил мини-альбом на 19-е место из списка «25 лучших альбомов K-pop 2024 года». Композиция «Stray Kids» была выбрана изданием Paste в качестве одной из «20 лучших K-pop песен 2024 года».
| Издание    | Категория                                 | Рейтинг | Источник |
| ---------- | ----------------------------------------- | ------- | -------- |
| Billboard  | 25 лучших K-pop-альбомов 2024 года        | 19      | [ 18 ]   |
| Teen Vogue | 15 лучших неанглийских альбомов 2023 года | н/д     | [ 71 ]   |

## Коммерческий успех
Согласно данным Hanteo Chart, мини-альбом Ate разошёлся тиражом 1 654 332 копий в день его выхода, став четвёртым альбомом Stray Kids, достигнувшим этой отметки, после Maxident (2022), 5-Star и Rock-Star (оба 2023). В Республике Корея мини-альбом дебютировал на первой позиции в чарте Circle Album Chart, а формат Nemo — четвёртую, с продажами 2 654 572 и 199 840 копий соответственно. В июле было продано 2 723 327 компакт-дисков и 210 794 копии формата Nemo, а к началу августа общий тираж альбома превысил 3 миллиона копий. В сентябре Ate получил двухмиллионный сертификат от Корейской ассоциации музыкального контента (KMCA). На международной арене Ate возглавил французский чарт SNEP Top Albums в течение двух непоследовательных недель с 17 992 и 4 760 эквивалентными альбомными единицами соответственно, а также занимал первые места в чартах бельгийского Ultratop Albums Top 200 в Фландрии и Валлонии, и греческом Top Albums Sales на протяжении семи последовательных недель. Мини-альбом занял вторые места в чартах Австралии, Германии, Японии и Швейцарии и других странах.
В США мини-альбом Ate дебютировал на первой позиции в Billboard 200, что сделало Stray Kids первым музыкальным коллективом, возглавившим этот чарт с пятью подряд выпущенными альбомами, и вторым артистом в целом, достигшим такого результата после рэпера DMX. Ate также стал 25-м альбомом преимущественно на неанглийском языке, занявшим первое место в этом чарте, и вторым в 2024 году после мини-альбома With You-th гёрл-группы Twice. Согласно данным Luminate, за неделю мини-альбом был продан тиражом 232 тысяч эквивалентных альбомных единиц — самый большой объём продаж среди корейских артистов и шестой в целом за 2024 год, включая 218 000 чистых альбомных копий и 19,05 млн потоков по требованию; в первом случае мини-альбом стал самым продаваемым среди к-поп артистов за неделю и вторым в целом после 1,91 млн единиц продаж альбома The Tortured Poets Department певицы Тейлор Свифт. Это привело к тому, что Stray Kids в четвёртый раз возглавили чарт Billboard Artist 100. Мини-альбом также возглавил три другие чарты: Top Album Sales и Top Current Album Sales в течение двух последовательных недель, а также World Albums на протяжении семи непоследовательных недель. Четыре композиций из мини-альбома, «Chk Chk Boom», «Mountains», «Jjam» и «Twilight» вошли в чарт World Digital Song Sales, заняв первую, седьмую, девятую и десятую строчки соответственно. В октябре лейбл JYP Entertainment заявил, что Ate стал самым продаваемым альбомом на корейском языке и четвёртым по продажам в целом в США по состоянию на сентябрь, а Американская ассоциация звукозаписывающих компаний (RIAA) сертифицировала мини-альбом как золотой, с продажами более 500 тысяч единиц в стране.

## Награды и номинации
| Церемония              | Год  | Категория           | Итог      | Источник |
| ---------------------- | ---- | ------------------- | --------- | -------- |
| Asian Pop Music Awards | 2024 | Лучший альбом года  | Номинация | [ 92 ]   |
| Asian Pop Music Awards | 2024 | Лучшая группа       | Номинация | [ 92 ]   |
| Billboard Music Awards | 2024 | Лучший K-pop альбом | Номинация | [ 93 ]   |
| Golden Disc Awards     | 2025 | Лучший альбом       | Победа    | [ 94 ]   |

## Список композиций
| №                   | Название                                   | Текст песни                                       | Музыка                                                  | Аранжировка                           | Длительность |
| ------------------- | ------------------------------------------ | ------------------------------------------------- | ------------------------------------------------------- | ------------------------------------- | ------------ |
| 1.                  | «Mountains»                                | Пан Чхан ( 3Racha ) Чханбин (3Racha) Хан (3Racha) | Пан Чхан Чханбин Хан Версачхой                          | Версачхой Пан Чхан                    | 3:07         |
| 2.                  | «Chk Chk Boom» (кор. 칙칙붐 Чхик Чхик Пум) | Пан Чхан Чханбин Хан                              | Пан Чхан Чханбин Хан Дэллас-Кей Ронни Икон Би Би Эллиот | Дэллас-Кей Пан Чхан Restart Чхэ Ганхэ | 2:28         |
| 3.                  | «Jjam»                                     | Пан Чхан Чханбин                                  | Пан Чхан Чханбин Restart Чхэ Ганхэ                      | Restart Чхэ Ганхэ Пан Чхан            | 3:05         |
| 4.                  | «I Like It»                                | Пан Чхан Чханбин Хан JBach                        | Пан Чхан Чханбин Хан Нейтан Каннингем Марк Сибли JBach  | Space Primates Пан Чхан               | 2:28         |
| 5.                  | «Runners»                                  | Пан Чхан Феликс                                   | Пан Чхан Феликс Ли Версачхой                            | Версачхой                             | 3:16         |
| 6.                  | «Twilight» (кор. 또 다시 밤 Ддо Даси Бам)  | Хан                                               | Хан Restart Чхэ Ганхэ                                   | Restart Чхэ Ганхэ                     | 3:12         |
| 7.                  | «Stray Kids»                               | Пан Чхан Чханбин Хан                              | Пан Чхан Чханбин Хан Кехльке Ронни Икон                 | Дэллас-Кей                            | 3:09         |
| 8.                  | «Chk Chk Boom» (фестивальная версия)       | Пан Чхан Чханбин Хан                              | Пан Чхан Чханбин Хан Кехльке Ронни Икон Би Би Эллиот    | Дэллас-Кей Пан Чхан Restart Чхэ Ганхэ | 2:33         |
| Общая длительность: | Общая длительность:                        | Общая длительность:                               | Общая длительность:                                     | Общая длительность:                   | 23:21        |

## Чарты
| Чарт (2024)                           | Высшая позиция |
| ------------------------------------- | -------------- |
| Австралия (ARIA)                      | 2              |
| Австрия (Ö3 Austria)                  | 1              |
| Бельгия/Валлония (Ultratop)           | 1              |
| Бельгия/Фландрия (Ultratop)           | 1              |
| Великобритания (UK Albums Chart)      | 62             |
| Венгрия (MAHASZ)                      | 1              |
| Германия (Offizielle Top 100)         | 2              |
| Греция (IFPI Albums Sales)            | 1              |
| Дания (Hitlisten)                     | 6              |
| Исландия (Tónlistinn)                 | 17             |
| Испания (PROMUSICAE)                  | 6              |
| Италия (FIMI Albums)                  | 6              |
| Канада (Canadian Albums Chart)        | 21             |
| Литва (AGATA Albums)                  | 6              |
| Нидерланды (Album Top 100)            | 7              |
| Новая Зеландия (RMNZ)                 | 9              |
| Португалия (AFP)                      | 1              |
| Республика Корея (Circle Album Chart) | 1              |
| Словакия (IFPI Albums)                | 60             |
| США (Billboard 200)                   | 1              |
| США (Billboard World Albums)          | 1              |
| Финляндия (Suomen virallinen lista)   | 9              |
| Франция (SNEP)                        | 1              |
| Хорватия (HDU International Albums)   | 1              |
| Чехия (ČNS IFPI)                      | 92             |
| Швейцария (Schweizer Hitparade)       | 2              |
| Швеция (Sverigetopplistan)            | 12             |
| Япония (Billboard Japan Hot Albums)   | 5              |
| Япония (Oricon Combined Albums)       | 2              |
| Япония (Oricon)                       | 2              |

| Чарт (2024)                           | Высшая позиция |
| ------------------------------------- | -------------- |
| Республика Корея (Circle Album Chart) | 1              |
| Япония (Oricon)                       | 4              |

| Чарт (2024)                              | Высшая позиция |
| ---------------------------------------- | -------------- |
| Австрия (Ö3 Austria)                     | 34             |
| Бельгия/Валлония (Ultratop)              | 143            |
| Бельгия/Фландрия (Ultratop)              | 76             |
| Венгрия (Mahasz)                         | 26             |
| Германия (Offizielle Top 100)            | 88             |
| Мир (IFPI)                               | 10             |
| Португалия (AFP)                         | 45             |
| Республика Корея (Circle Album Chart)    | 3              |
| США (Billboard 200)                      | 139            |
| США (Billboard World Albums)             | 2              |
| Франция (SNEP)                           | 65             |
| Швейцария (Schweizer Hitparade)          | 75             |
| Япония (Billboard Japan Download Albums) | 37             |
| Япония (Oricon Albums Chart)             | 15             |

## Продажи и сертификации
| Регион | Сертификация  | Продажи    |
| --- | ------------- | ---------- |
| Республика Корея (KMCA) | 2× Миллионный | 2 000 000^ |
| США (RIAA) | Золотой       | 500 000    |
| Франция (SNEP) | Золотой       | 50 000     |
| Итого |               |            |
| Мир (IFPI) | —             | 2 900 000  |
| ^ Данные о тиражах приведены только на основе сертификации. · Данные о продажах + прослушиваниях приведены только на основе сертификации. |               |            |

### Комментарии
1. ↑  Ate — девятый в основном корейскоязычный мини-альбом группы Stray Kids, или их четырнадцатый в сумме, считая вместе с мини-альбомами на японском языке.
2. ↑  Stray Kids стали первой музыкальной группой, возглавившей чарт Billboard 200 с первыми пятью альбомами подряд, так как ранее дебютировали на первой позиции альбомы — Oddinary, Maxident (оба в 2022 году), 5-Star и Rock-Star (оба в 2023 году)
3. ↑  Американский рэпер DMX дебютировал на вершине Billboard 200 с первыми пятью альбомами подряд: It’s Dark and Hell Is Hot (1998), Flesh of My Flesh, Blood of My Blood (1999), …And Then There Was X (2000), The Great Depression (2001) и Grand Champ (2003).